# Colony House
Colony House is een Amerikaans indierockkwartet. Hun debuutalbum When I Was Younger bereikte #154 in de Billboard 200 en #3 in de Heatseekers Albums-hitlijst.

## Bezetting
- Caleb Chapman[4] (leadzang, gitaar)
- Will Chapman[5] (drums, percussie)
- Scott Mills[6] (gitaar, toegevoegde zang)
- Parke Cottrell[7] (basgitaar, toetsen, toegevoegde zang)

## Geschiedenis
Als inwoners van Franklin (Tennessee), bestaat de band uit de broers Caleb Chapman (geboren op 2 oktober 1989) (zang) en Will Chapman (geboren op 6 februari 1991) (drums), gitarist Scott Mills en bassist Parke Cottrell. Caleb en Will zijn de zonen van de hedendaagse christelijke muzikant Steven Curtis Chapman. De band begon samen te werken op de middelbare school in 2009. Ze hebben hun geluid beschreven als rock-'n-roll met uitgeklede instrumenten, beïnvloed door U2 en Cold War Kids. Oorspronkelijk heetten ze Caleb, maar in 2013 veranderden ze de naam in Colony House, naar een appartementencomplex waarin ze hadden gewoond. Ze brachten zelf drie ep's uit, voordat ze hun debuutalbum When I Was Younger op 22 juli 2014 uitbrachten. De eerste single Silhouettes van het album kreeg alternatieve rockradio-airplay en was het meest gedownloade nummer bij SiriusXM Alt Nation. De band maakte hun televisiedebuut op 29 september 2014 bij NBC's Late Night with Seth Meyers.
Het tweede studioalbum Only the Lonely werd uitgebracht op 13 januari 2017. Singles van het album zijn You Know It, Lonely en You & I en This Beautiful Life. Het album stond op #76 in de Billboard 200-hitlijsten. De band ging vervolgens op een headliner tournee ter ondersteuning van het album met gasten Deep Sea Diver en Knox Hamilton. Daarnaast openden ze samen met Tyson Motsenbocker in 2019 de Switching Foots Native Tongue-tournee. Op 9 september 2019 kondigde de band de titel aan van hun derde album Leave What's Lost Behind. Voorafgaand aan het album werden de twee singles Looking for Some Light en Original Material uitgebracht.

## Discografie
- 2014: When I Was Younger (Descendants Records)
- 2017: Only the Lonely (RCA Records)
- 2020: Leave What's Lost Behind (Roon Records)